# Харпер (фильм)
«Харпер» (англ. Harper) — детективный фильм 1966 года режиссёра Джека Смайта с Полом Ньюманом в заглавной роли частного детектива Лью Харпера. Слоган: «This is a different kind of cat named Harper… and excitement clings to him like a dame!». Экранизация романа Росса Макдоналда «Живая мишень». Писатель не разрешил использовать книжное имя детектива — Лью Арчер, и суеверные продюсеры назвали фильм на букву «H», предполагая повторить успех фильма «Хад (Hud)» 1963 года с тем же Полом Ньюманом в главной роли. В 1975 году вышел сиквел «Подмокшее дело» (англ. The Drowning Pool).

## Сюжет
Частного детектива Лью Харпера наняли найти пропавшего эксцентричного миллионера. Видимо, предчувствие заставило его жену пойти на такой шаг, несмотря на то, что мистер Сэмпсон отсутствовал всего-то один день. Семейный адвокат Альберт Грэйвс порекомендовал миссис Сэмпсон обратиться за помощью именно к Харперу.
Первой зацепкой в расследовании явилась фотография подзабытой уже актрисы Фэй Истэбрук, найденная Лью в бунгало, которое снимал для себя Сэмпсон. Что связывает пропажу мужчины и эту фотографию? Не очень пока понятно, но женщину следует найти…
Как ни странно, эта ниточка оказалась верной. Клубок, распутываясь, начал предъявлять Лью имена, которые вполне могли быть причастными к похищению. Вслед за Фэй всплыл её муж Дуайт Трой, неприятный тип, явно промышляющий какими-то тёмными делами. Потом — певичка Бетти Фрэйли, обнаружившая непонятное беспокойство по поводу действий частного детектива. А ещё странным показался не то священник, не то проповедник, которому в своё время Сэмпсон подарил под его храм целую гору в Калифорнии. К каждому из них стоило повнимательней присмотреться.
Последующие события показали, что беспокойство миссис Сэмпсон оказалось не напрасным: в дом было подброшено письмо с требованием полумиллиона долларов в обмен на мужа. Тут уже в дело вмешалась полиция. При передаче денег вымогателям произошло событие, которое сбило сыщиков с толку — приехавший за выкупом человек был убит внезапно появившейся в белой открытой машине женщиной. Кто она такая, выяснить не удалось.
И тут расследование Лью, продолженное им параллельно с полицейским следствием, пошло по ложному следу. Он принялся искать грузовик, в котором, по его мнению, могли содержать похищенного. Однако эта ниточка привела в недостроенный на горе храм, где всего-то укрывали нелегальных иммигрантов. Действия банды проповедника и Дуайта Троя, конечно, незаконны, но к похищению Сэмпсона это не имело никакого отношения. Зато в разговоре, произошедшем между Лью и Дуайтом, выяснилось, кто перехватил деньги за выкуп — Бетти Фрэйли.
Харпер проверил ещё одного подозреваемого — личного пилота Сэмпсона Аллана Таггерта. Только тот мог знать детали, позволившие преступникам так просто похитить миллионера. И этот шаг детектива вновь привёл к успеху! Правда, чуть не стоившему самому Харперу жизни, но удача по-прежнему была на его стороне. Теперь сомнений не осталось: Бетти Фрэйли знает место, где прячут Сэмпсона.
Однако не всё так просто. Во-первых, самой Бетти угрожает опасность. Пятьсот тысяч долларов вполне приличный куш, поэтому за ним охотится Дуайт Трой со своими людьми. Они не остановятся ни перед чем, чтобы добыть ключик от камеры хранения, где спрятаны деньги. А во-вторых, даже если удастся отбить Фрэйли от банды Троя, это ни в коей мере не гарантирует освобождение Сэмпсона — уж слишком многим вокруг он мешает, чтобы оставаться живым.
И вот последний аккорд. Деньги найдены, преступники изобличены или погибли. Сам Сэмпсон убит лучшим другом Харпера, адвокатом Грэйвсом. Фильм завершается открытым финалом — Грэйвс нацеливает револьвер на разоблачившего его Харпера, который медленно уходит от него, но не находит в себе сил, чтобы выстрелить.

## В ролях
- Пол Ньюман — частный детектив Лью Харпер
- Артур Хилл — адвокат Альберт Грэйвс
- Роберт Вагнер — пилот Аллан Тэггерт
- Джули Харрис — певица Бетти Фрэйли
- Шелли Уинтерс — Фэй Истэбрук
- Лорен Бэколл — Элен Сэмпсон
- Джанет Ли — Сюзан Харпер
- Памела Тиффин — Миранда Сэмпсон
- Роберт Уэббер — Дуайт Трой
- Гарольд Гулд — шериф Спейнер
- Чина Ли — танцовщица (в титрах не указана)